# Zara Mahamat Yacoub
Zara Mahamat Yacoub (geb. vor 1994) ist eine tschadische Filmemacherin, Regisseurin und Journalistin.

## Leben
Yacoub studierte zunächst Geisteswissenschaften an der Universität des Tschads. Anschließend studierte sie Kommunikationswissenschaft mit der Spezialisierung auf audiovisuelle Medien auf Diplom am Institut national de la Communication audiovisuelle in Bry-sur-Marne (Frankreich).
Zurück im Tschad, arbeitete Yacoub zunächst als Moderatorin und Journalistin beim Radio. Nach der Gründung des ersten tschadischen Fernsehsenders, Télé Tchad, wechselte zu diesem und arbeitete zunächst als Programmchefin. Später stieg Yacoub – die einzige Frau im gesamten Sender – zur Leiterin des Senders auf. Sie arbeitete zudem als Journalistin für den südafrikanischen Sender Channel Africa TV. 
Seit mehreren Jahren leitet Yacoub den Verband der privaten Radiosender des Tschads (Union des Radios Privées du Tchad, URPT), zudem ist sie Chefin des privaten Radiosenders Dja FM.
Neben ihrer Karriere beim tschadischen Fernsehen, produzierte Yacoub mit ihrer eigenen Produktionsfirma Sud Cap Production auch mehrere, meist dokumentarische, Kurzfilme. Sowohl in ihren Filmen, als auch abseits des Filmes, setzt sich Yacoub für mehr Menschenrechte, vor allem für eine Gleichberechtigung von Frauen im Tschad ein und litt deswegen immer wieder unter Repressionen. In ihrem Kurzfilm „Dilemme au féminin“ kritisierte sie die Genitalbeschneidung von jungen Frauen; der Film führte zu starken Protesten in dem Land, gegen Yacoub wurde eine Fatwa ausgesprochen.

## Filmografie
- 1994: Dilemme au féminin
- 1995: Les Enfants de la rue
- 1996: La Jeunesse et l'emploi
- 1996: Les Enfants de la guerre
- 1999: Enfance confisquée
- 2002: Marad Al Ma Inda Daw